# Цвен (Лютомер)
Цвен (словен. Cven) — поселення в общині Лютомер, Помурський регіон, Словенія. Висота над рівнем моря: 175,5 м.